# Globos de Ouro 2003
Die 8. Verleihung des Globo de Ouro 2003 fand am 30. Mai 2003 im Coliseu dos Recreios in Lissabon statt. Der Gala-Abend wurde von Catarina Furtado, Herman José und Fátima Lopes moderiert und vom mitveranstaltenden Fernsehsender SIC übertragen.
Den Globo de Ouro, für ihre Leistungen im Jahr 2002, erhielten im Jahr 2003 folgende Persönlichkeiten:

## Auszeichnungen nach Kategorien

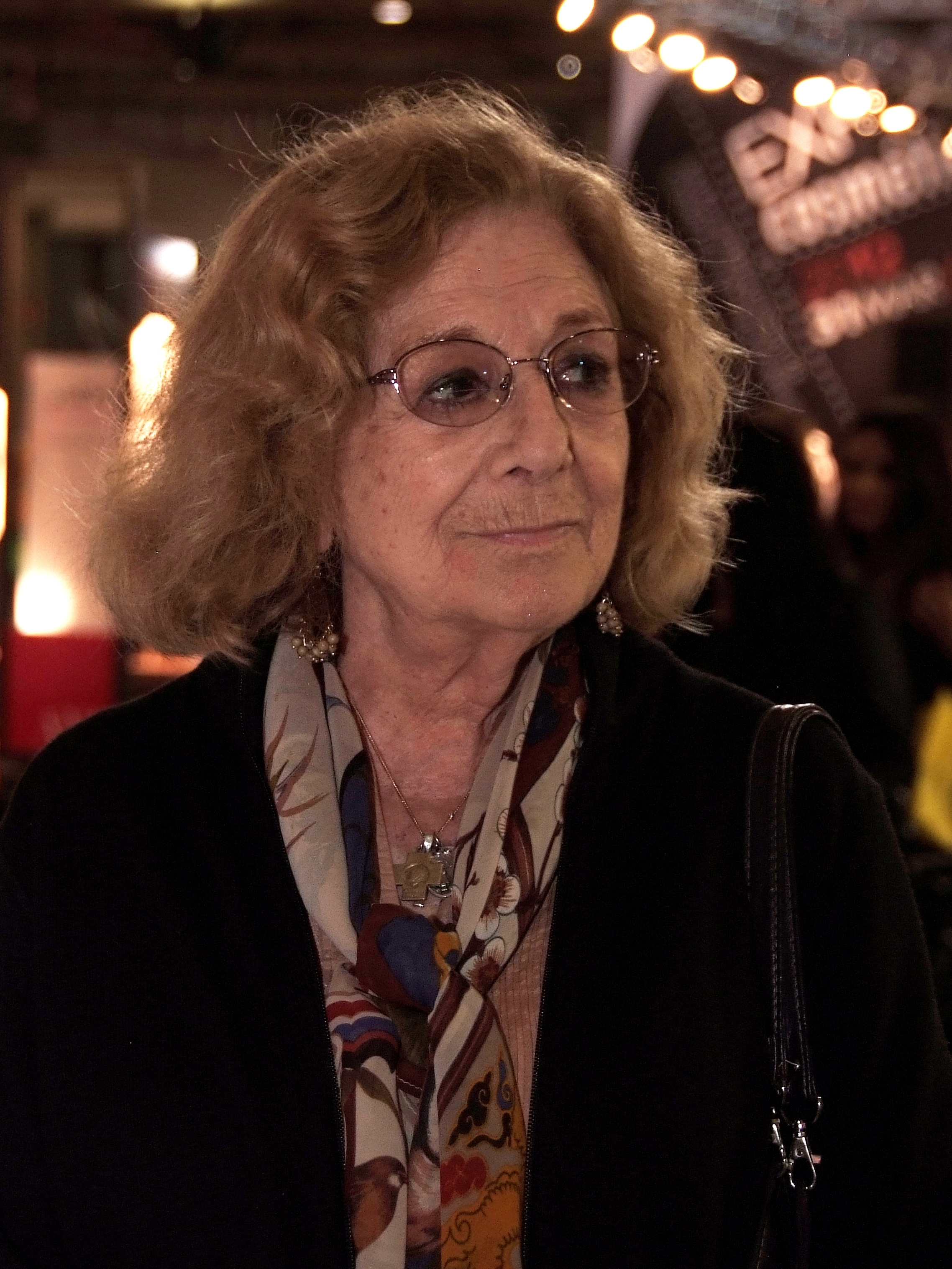
Eunice Muñoz

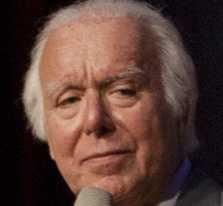
Carlos do Carmo

Logo der RTP-Nachrichtensendung Telejornal

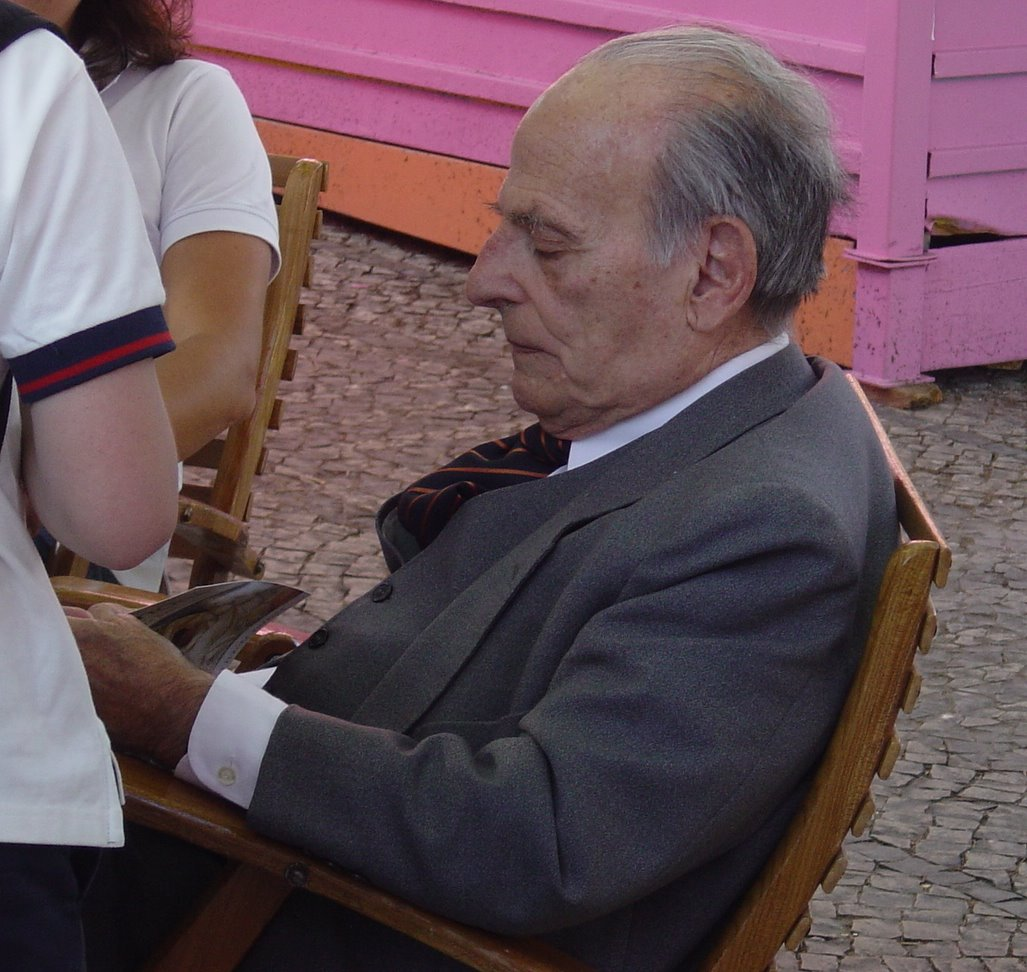
José Hermano Saraiva

### Kino
- Bester Film: A Selva von Leonel Vieira (Regisseur)
- Beste Schauspielerin: Alexandra Lencastre (für O Delfim)
- Bester Schauspieler: Vítor Norte (für O Gotejar da Luz)

### Theater
- Beste Schauspielerin: Eunice Muñoz im Stück A casa do Lago
- Bester Schauspieler: Virgílio Castelo im Stück Partitura Inacabada – Encontro com Rita Hayworth
- Beste Aufführung:  My Fair Lady (Inszenierung Filipe La Féria)

### Musik
- Bester Einzelinterpret: Carlos do Carmo (für das Album Nove Fados e uma Canção de Amor)
- Beste Gruppe: Madredeus (für die Alben Euforia und Electrónico)
- Bestes Lied: Momento – Uma espécie de Céu (Pedro Abrunhosa)

### Fernsehen

#### Fiktion und Komödie
- Beste Sendung: O Processo dos Távoras
- Beste Schauspielerin: Alexandra Lencastre (für Fúria de Viver)
- Bester Schauspieler: Camacho Costa (für Malucos und Às Duas por Três)

#### Information
- Bester Ansager: José Alberto Carvalho (Telejornal RTP)
- Beste Sendung: Telejornal RTP

#### Unterhaltung
- Beste Sendung: Herman SIC
- Bester Moderator: Catarina Furtado (für Catarina.com)

### Ehrenpreis für Verdienst
- Prof. Dr. José Hermano Saraiva